# 鈴木茂樹
鈴木 茂樹（すずき しげき、1953年1月2日 - ）は、日本の実業家。プライムアースEVエナジー株式会社代表取締役社長を務めた。

## 人物・経歴
愛知県出身。1975年名古屋大学工学部卒業、トヨタ自動車工業入社。長く材料技術を担当し、1999年第2材料技術部部長（高分子系材料）。2001年第3材料技術部部長（先端材料技術研究）。2003年第1材料技術部部長（金属・無機系材料）。2007年には常務役員に就任し、環境部、知的財産部、FP部、電池研究部、材料技術統括部、有機材料技術部、金属・無機材料技術部、電池材料技術部、先端材料技術部担当や、材料技術領域長を務め、ソリッドステート電池の商用化計画などにあたった。2013年プライムアースEVエナジー取締役副社長。2014年からプライムアースEVエナジー代表取締役社長を務め、ハイブリッドカー向け電池の中国等での増産体制の整備などを進めた。2020年マンダム取締役。